# Высоцкий, Николай Константинович
Никола́й Константи́нович Высо́цкий (23 (11) апреля 1864; Барнаул — 7 августа 1932, Ленинград) — российский и советский геолог.

## Биография
Родился в семье Константина и Людмилы Высоцких. У него было две сестры: Мария (1860—1892) и Людмила (1862—1943). Его племянником был поэт Василий Князев (сын Марии). В детстве жил в Тюмени.
Окончил Александровское реальное училище в Тюмени, мужскую гимназию в Екатеринбурге и Петербургский горный институт.
С 1891 года работал в Геологическом комитете. В 1890-х годах проводил изыскания для строительства железных дорог в Сибири, изучал месторождения платины на Урале. Впервые составил геологическую карту Урала.
В 1921—1923 годах обнаружил платину в образцах минералов из месторождений Норильска. Автор двух монографий: «Месторождения платины Исовского и Нижнетагильского районов на Урале» (1913) и «Платина и районы её добычи» (1923).
В 1962 году в честь учёного был назван платиносодержащий минерал высоцкит.